# Richard Bellman
Richard Bellman   (Brooklyn i Nova York, 26 d'agost de 1920 - Los Angeles, 19 de març de 1984) fou un matemàtic aplicat, la major contribució va ser la metodologia anomenada programació dinàmica.
Bellman va estudiar matemàtiques a la Universitat de Brooklyn, on va obtenir una diplomatura, i després a la Universitat de Wisconsin, on va obtenir la seva llicenciatura. Posteriorment va començar a treballar en el Laboratori Nacional Los Alamos en el camp de la física teòrica. El 1946 va obtenir el seu doctorat a la Universitat de Princeton. També va exercir la docència a la universitat del sud de Califòrnia, va ser soci de l'Acadèmia Americana de les Arts i les Ciències (1975) i de l'Acadèmia Nacional Americana d'Enginyeria (1977). El 1979 el IEEE li va atorgar la medalla d'honor per la seva contribució a la teoria dels sistemes de control i dels processos de decisió,
en especial per la seva contribució amb la programació dinàmica i per l'equació de Bellman.
El seu primer estudiant de doctorat va ser Austin Esogbue, que és actualment professor a l'Institut tecnològic de Geòrgia, al departament d'enginyeria industrial i de sistemes.